# NGC 342
NGC 342 es una galaxia elíptica de la constelación de Cetus.
Fue descubierta el 27 de septiembre de 1864 por el astrónomo Albert Marth.